# 테오도르 레셰티츠키

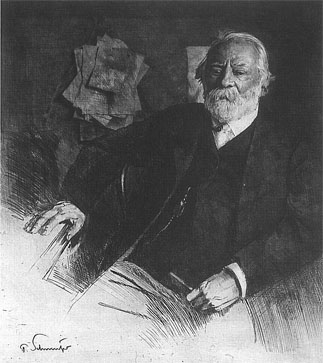

테오도르 레셰티츠키(Theodor Leschetizky, 1830년 6월 22일 – 1915년 11월 14일)는 폴란드 피아니스트, 교수 및 작곡가다.
그는 1830년 6월 22일 폴란드 완추트에 있는 포토키 백작의 영지에서 태어났다. 그의 아버지는 비엔나 태생의 재능 있는 피아니스트이자 음악 교사였다. 그의 어머니는 독일 태생의 재능 있는 가수였다. 그의 아버지는 그에게 첫 번째 피아노 레슨을 줬고 그 후 그를 빈으로 데려가 카를 체르니와 함께 공부했다. 11세에 그는 볼프강 아마데우스 모차르트의 아들인 프란츠 사버 볼프강 모차르트와 함께 체르니 피아노 협주곡을 연주했다. 15세에 그는 첫 번째 학생들을 지도하기 시작했다. 18세가 되었을 때 그는 빈과 그 너머에서 잘 알려진 거장이었다. 그의 작곡 교사는 다른 많은 성공적인 음악가의 교사였던 저명한 교수인 Simon Sechter였다.
친구 루빈시테인의 초대로 그는 상트페테르부르크로 가서 궁정에서 가르쳤다. 1852년부터 1877년까지 그곳에 머물면서 피아노 학과장이자 1862년 상트페테르부르크 음악원 설립자 중 한 사람이었다. 러시아에 있는 동안 그는 가장 유명한 제자 중 한 명인 안나 에시포바와 결혼하여 두 명의 자녀를 두었다. 그들 중 한 명은 그의 딸이자 유명한 가수이자 교사인 테레사였고, 다른 한 명은 그의 아들 로버트였다.
1878년에 그는 비엔나로 돌아와 그곳에서 가르치기 시작하여 세계에서 가장 저명한 사립 피아노 학교 중 하나를 만들었다. 유망한 피아니스트들이 비엔나 칼루드비히 슈트라세에 있는 그의 별장으로 모여 들었다.
그는 85세까지 가르쳤고 1915년 드레스덴으로 떠났다. 그는 1915년 11월 14일 드레스덴에서 사망했다.
그는 100개 이상의 특징적인 피아노 작품, 2개의 오페라, 13곡과 1악장 피아노 협주곡을 작곡했다. 49개의 작품에 작품 번호가 부여되었다.
그는 이그나치 얀 파데레프스키, 알렉산드르 브라일로프스키, 이그나츠 프리드만, 베노 모이세비치, 아르투르 슈나벨 등 여러 피아니스트의 스승이었다.